# 井上隆治
井上 隆治（いのうえ たかはる、1901年4月4日 - 没年不明）は、日本の実業家。丸石製薬社長。江崎グリコ取締役。妹の芳江は江崎グリコ創業者江崎利一の長男誠一に嫁いだ。

## 経歴・人物
大阪府出身。1925年3月、東京帝国大学医学部薬学科卒業、薬学士。丸石製薬に入り、1942年、社長に就任。宗教は真宗。趣味は読書、観劇。

## 家族・親族

### 井上家
（富山県、大阪市東区淡路町(現中央区)、大阪市阿倍野区晴明通）
- 祖父・治兵衛[3]

祖父・治兵衛は富山県出身で、大阪に出て、売薬商を営んだ。
- 父・治兵衛[3](丸石製薬社長、薬種商[3])

1878年生 - 没
父業を継ぎ、売薬製薬業をあわせ営む。
- 母・とみ[3](大阪、吉田伊兵衛三女[3])

1882年生 - 没
- 妹
- 弟・康治[3]

1916年生 - 没
1940年3月、東京帝国大学薬学科卒業、薬学士。東大薬学科助手のち海軍に入り薬剤少佐となり1945年、丸石製薬に入社。
- 同長男・信之(丸石製薬代表取締役会長)

- 妻[1]
- 養子[1]
- 長女[1]
- 二女[1]
- 四女[1]
- 孫・慶一[1](丸石製薬代表取締役社長[7])

## 関連
- 丸石製薬
- 江崎グリコ